# Schoenoplectus americanus
Schoenoplectus americanus là loài thực vật có hoa trong họ Cói. Loài này được (Pers.) Volkart miêu tả khoa học đầu tiên năm 1905.

## Hình ảnh

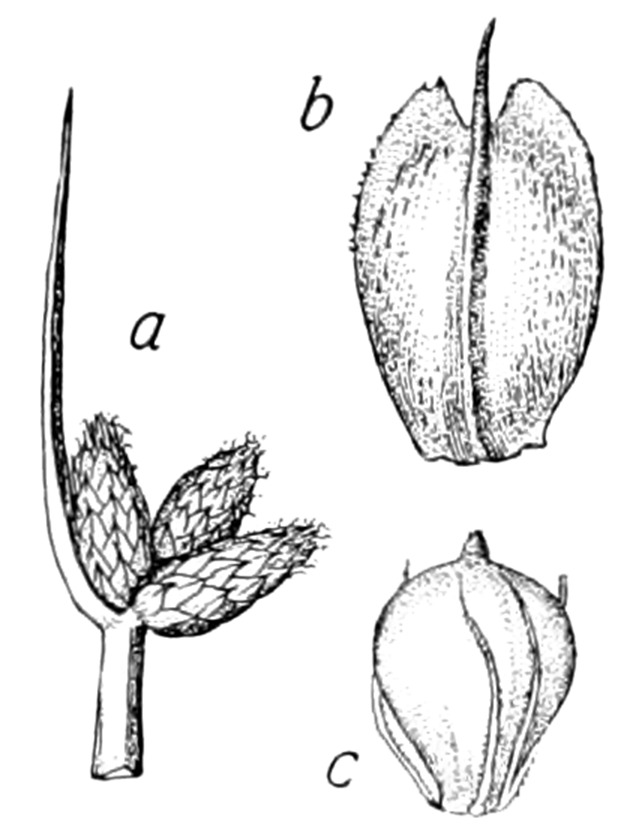
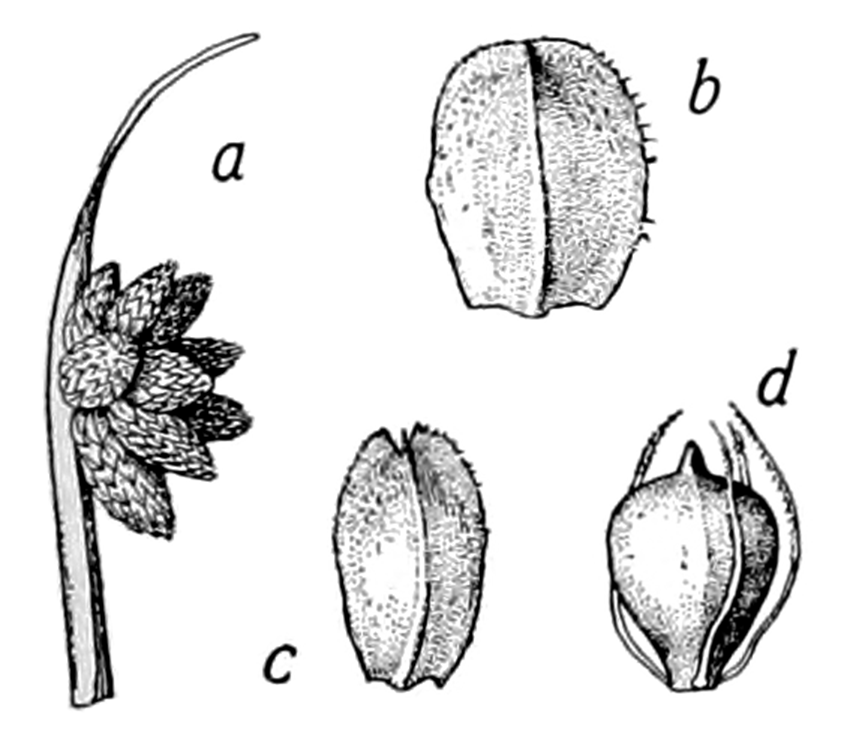
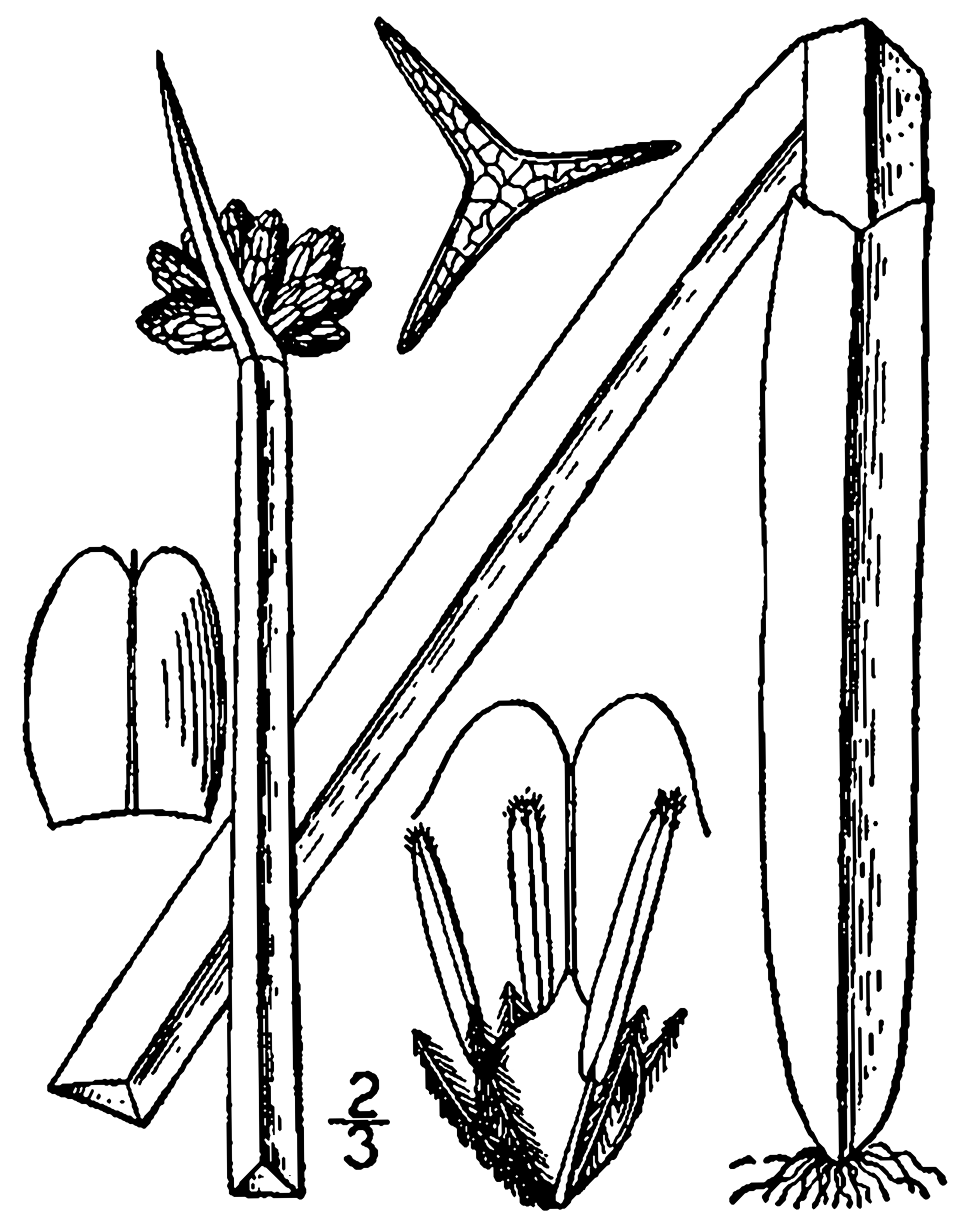
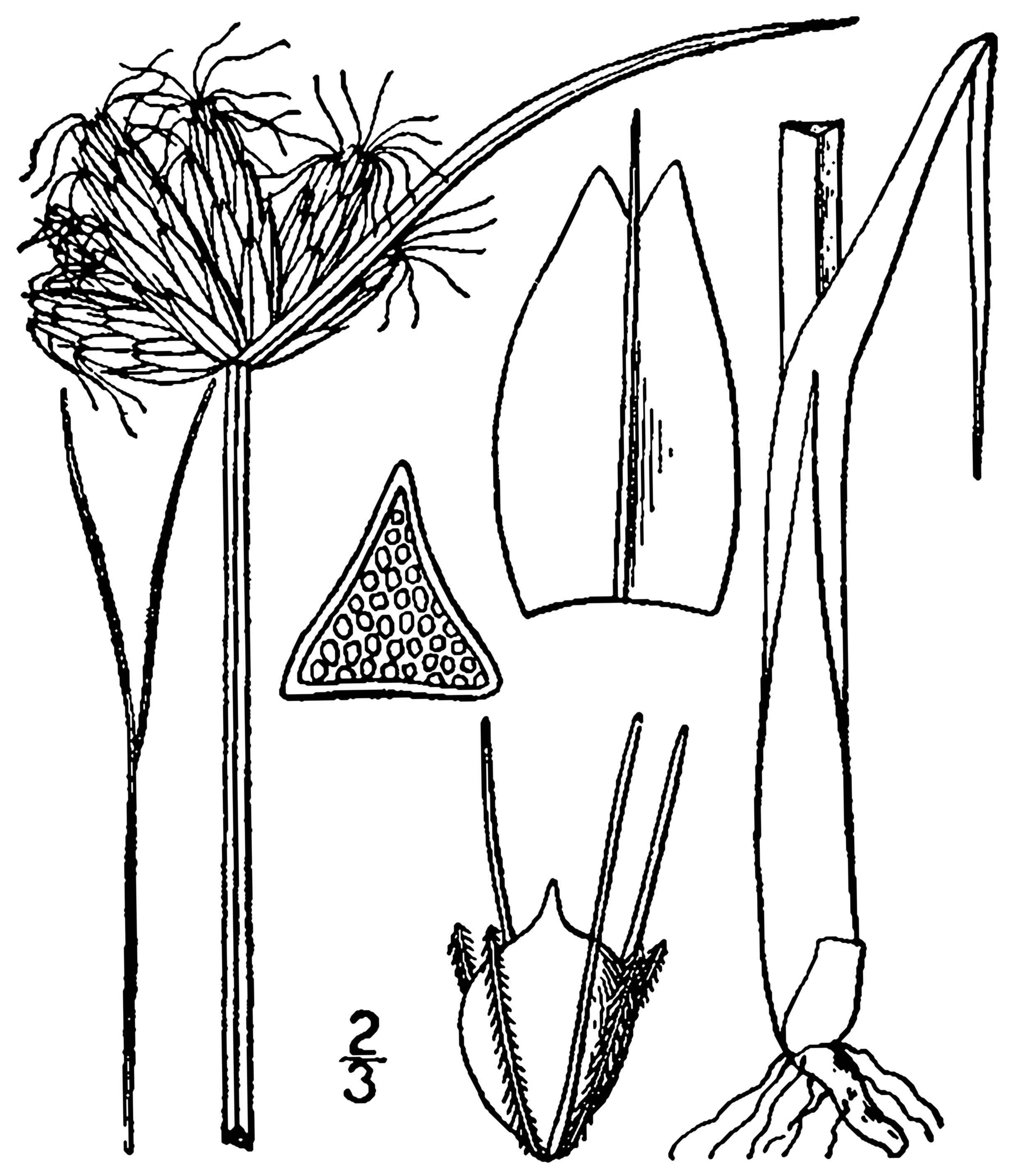